# Лиса Голдстин
Лиса Голдстин (енгл. Lisa Goldstein) је америчка глумица, рођена 30. јула 1981. године, најпознатија по улози Милисент Хакстабл у америчкој телевизијској серији Три Хил.